# Sankal
Sankal war eine Masseneinheit (Gewicht) für Muskatblüten auf den Molukkeninseln. In ländlichen Regionen wurden die Blüten nach dem holländischen Troy-Pfund gehandelt. Die hier angeführten Maße sind untereinander nicht völlig verträglich.
- 1 Sankal = 28 Catty = 77,193 Kilogramm
  - 100 Catty = 1 Bahar = 276,661 Kilogramm
  - 1 Catty = 2,766 Kilogramm